# Komuz

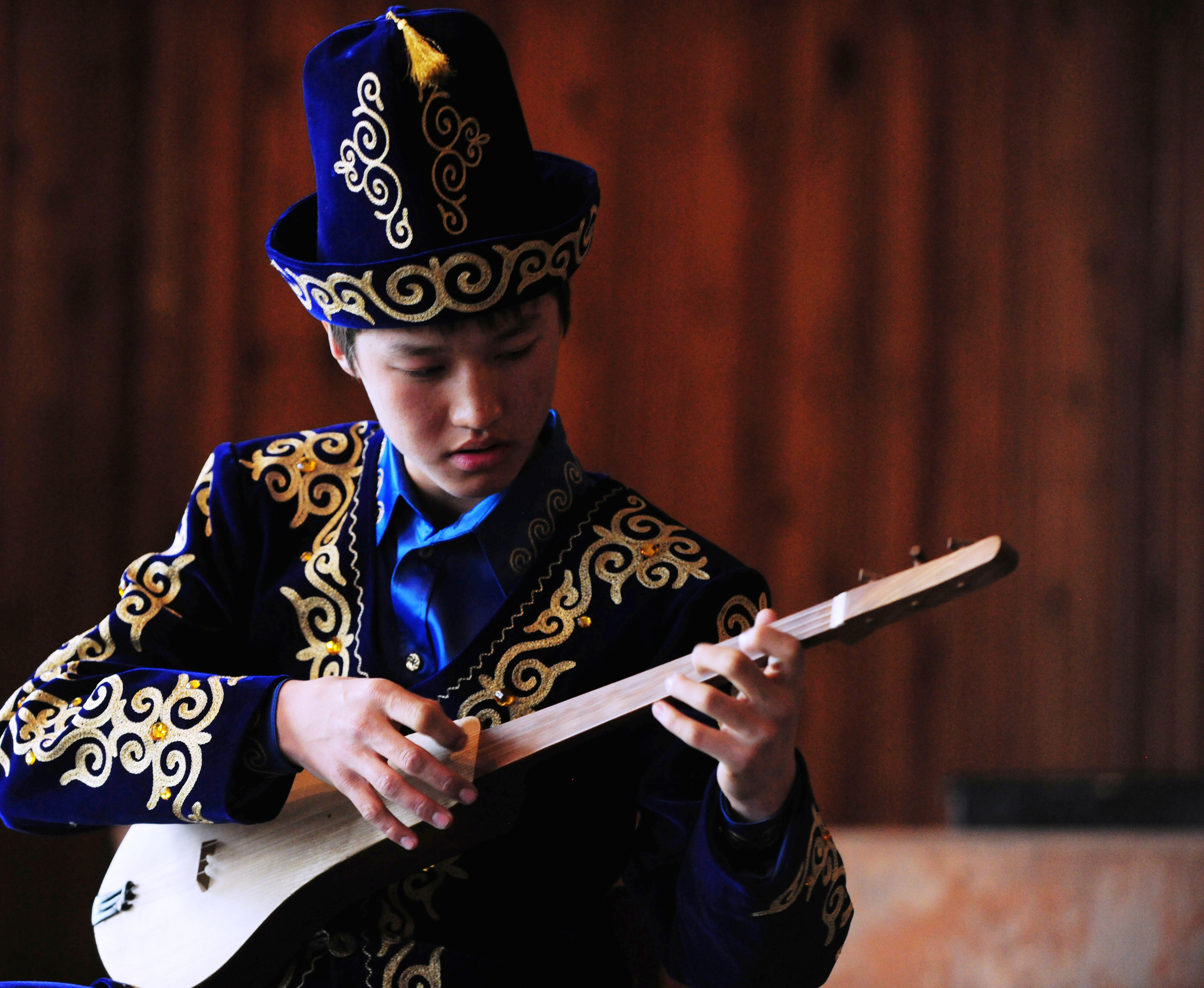
Kirgiz w stroju ludowym grający na komuzie

Komuz – prosty instrument strunowy z Kirgistanu.
Zbudowany jest z sześciu starannie połączonych części wyprodukowanych tradycyjnie z drewna morelowego schnącego uprzednio kilka lat. Strojenie odbywa się w rękach mistrzów gry na tym instrumencie. Oprócz ludowych rękodzielników wytwarzany jest też w zakładzie Muras w mieście Osz. Wykorzystywany przez zespoły ludowe, przy okazji wesel i innych uroczystości, jak również przez bajarzy śpiewających monotonne ludowe legendy kirgiskie.